# Karl Lohmann (Politiker)

Karl Lohmann

Karl Lohmann (* 31. Mai 1866 in Cleve; † 21. Februar 1946 in Berlin-Halensee) war ein deutscher Jurist und Politiker (DNVP, ADV).

## Leben
Nach dem Besuch des Gymnasiums in Duisburg studierte Lohmann in Bonn und Berlin Rechtswissenschaft und Nationalökonomie und promovierte 1893 zum Dr. jur. Während seines Studiums wurde er 1885 Mitglied der Bonner Burschenschaft Frankonia.
Nach einer Zeit als Referendar sowie als Gerichtsassessor wurde er 1902 Staatsanwalt in Verden (Aller) und 1905 dort Landrichter. 1911 wurde er Vorsitzender Richter (Landgerichtsdirektor) am Landgericht in Altona.
1909 gehörte er zu den Gründungsmitgliedern des Preußischen Richtervereins, in dessen Vorstand er saß.
Lohmann gehörte seit 1915 dem Geschäftsführenden Ausschuss des Alldeutschen Verbandes (ADV) an. In den Staatsstreichplänen des ADV war er von Heinrich Claß als Justizminister vorgesehen. Lohmann gehörte auch dem Ende Oktober 1918 zusammengestellten „Judenausschuss“ des ADV sowie im Februar 1919 in dem vom ADV initiierten Gründungsausschuss für den Deutschen Schutz- und Trutzbund an.
Von 1924 bis 1925 war Lohmann für die Deutschnationale Volkspartei (DNVP) Mitglied des Landtags von Preußen. Im Mai 1924 wurde er zudem für die DNVP in den Reichstag gewählt, wo er den Wahlkreis 13 (Schleswig-Holstein) vertrat. Im Dezember 1924 wurde er auf Reichswahlvorschlag der DNVP erneut in den Reichstag gewählt, dem er schließlich bis 1928 angehörte.
1926 wurde er Ehrenmitglied der Burschenschaft Alemannia Gießen. 1929 wurde Lohmann auf eigenen Antrag hin pensioniert.